# Aristolochia transtillifera
Aristolochia transtillifera Ding Hou – gatunek rośliny z rodziny kokornakowatych (Aristolochiaceae Juss.). Występuje endemicznie na wyspie Borneo.

## Morfologia
PokrójPnącze o zimozielonych i zdrewniałych pędach.
LiścieMają prawie sercowaty, podłużnie owalny lub podłużnie eliptyczny kształt. Mają 16–20 cm długości oraz 6,5–10 cm szerokości. Nasada liścia ma rozwarty kształt. Całobrzegie, ze spiczastym wierzchołkiem. Ogonek liściowy jest nagi i ma długość 2–7 cm.
OwoceTorebki o cylindrycznym kształcie. Mają 3–3,5 cm długości i 1,2 cm szerokości.

## Biologia i ekologia
Rośnie w wiecznie zielonych lasach. Występuje na terenach nizinnych.